# Dwight Powell

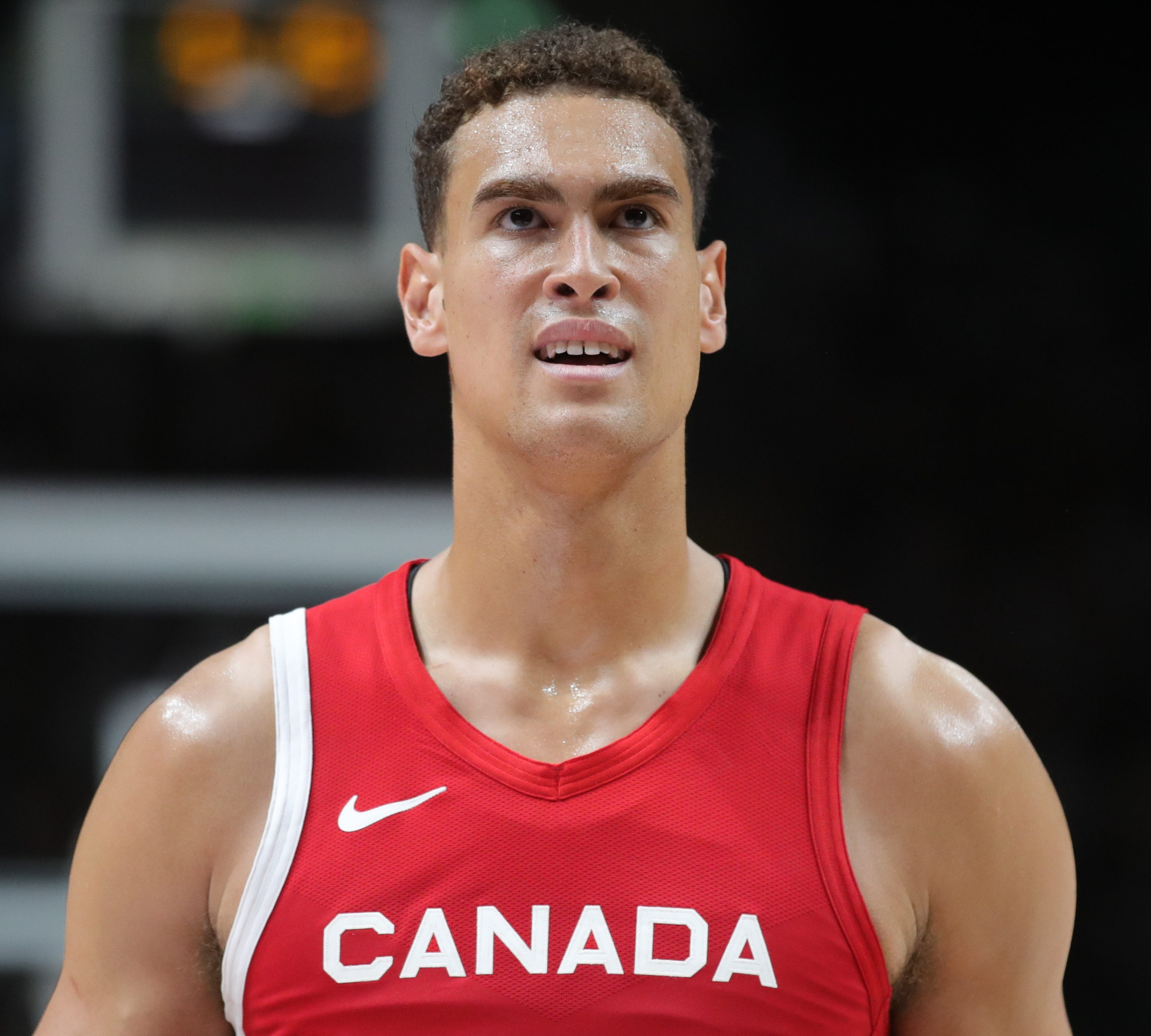
Dwight Powell, 2023.

Dwight Harlan Powell, född 20 juli 1991 i Toronto i Ontario, är en kanadensisk professionell basketspelare (PF/C) som spelar för Dallas Mavericks i National Basketball Association (NBA). Han har tidigare spelat för Boston Celtics.
Powell var med och vinna bronsmedalj, tillsammans med det kanadensiska basketlandslaget, vid världsmästerskapet i basket för herrar 2023.
Han draftades av Charlotte Hornets i andra rundan i 2014 års draft som 45:e spelare totalt.
Innan Powell blev proffs studerade han vid Stanford University och spelade för deras idrottsförening Stanford Cardinal.